# Lemolemus ferus
Lemolemus ferus är en insektsart som först beskrevs av Luisa Eugenia Navas 1918.  Lemolemus ferus ingår i släktet Lemolemus och familjen myrlejonsländor. Inga underarter finns listade i Catalogue of Life.